# Phố Cửa Đông
Cửa Đông là một phố nằm trong khu phố cổ Hà Nội, dài khoảng 230m. Về cơ bản, phố có hướng chính Đông-Tây, nối từ phố Hàng Gà đến phố Lý Nam Đế ở chỗ đối diện với cổng vào doanh trại Quân đội Nhân dân Việt Nam ngày nay, cắt ngang qua ngã tư phố Phùng Hưng và cầu cạn đường sắt Yên Viên - Ngọc Hồi, tới cửa chính đông của Thành Hà Nội thời Nguyễn. Phố thuộc phường Cửa Đông, quận Hoàn Kiếm.

## Lịch sử
Thời Lý-Trần, gọi là cửa Tường Phù, nhìn ra khu vực chợ Cầu Đông.
Phố này xưa thuộc thôn Tân Lập, Tân Khai, tổng Tiền Túc, huyện Thọ Xương cũ. Nay là phường Cửa Đông, quận Hoàn Kiếm.
Thời Pháp thuộc, phố được gọi là đại lộ tướng Bichot. Sau Cách mạng tháng 8 năm 1945, phố được đặt chính thức là phố Cửa Đông.

## Đặc điểm
Thời Pháp thuộc, phố Cửa Đông đã là một đường phố rộng rãi, hiện đại, khác hẳn những phố nhỏ hẹp của khu phố cổ Hà Nội với mặt đường trải đá, vỉa hè xây gạch và trồng cây xanh, có cống thoát nước, đèn đường.
Nhà trên phố Cửa Đông chia làm hai đoạn khác nhau:
- Đoạn đầu từ phố Lý Nam Đế (Cổng Tỉnh) đến cầu cạn đường sắt là những ngôi nhà hai tầng hiện đại, gồm một hoặc hai gian quay ra mặt đường, hầu hết mở cửa hàng phục vụ cho các quan binh trong thành.
- Đoạn cuối từ cầu cạn đường sắt đến phố Hàng Gà là nhà số chẵn ở phía Bắc, gồm nhiều biệt thự to và đẹp, bên ngoài có hàng rào bằng sắt; nhà số lẻ ở phía Nam là những nhà gác xây hai tầng, làm ra đến sát hè phố.

## Ngành nghề đang phát triển tại phố Cửa Đông
- Karaoke
- Khách sạn cho người nước ngoài
- Nhà hàng phục vụ người Việt
- Cafe phố cổ
- Spa phục vụ người nước ngoài
- Cửa hàng ăn uống cả ngày